# Ilex perado subsp. azorica
Ilex perado subsp. azorica é uma subespécie de planta com flor pertencente à família Aquifoliaceae.
A autoridade científica da subespécie é (Loes.) Tutin, tendo sido publicada em Journal of Botany, British and Foreign 71: 100. 1933.

## Portugal
Trata-se de uma subespécie presente no território português, nomeadamente no Arquipélago dos Açores.
Em termos de naturalidade é endémica da região atrás referida.

## Protecção
Não se encontra protegida por legislação portuguesa ou da Comunidade Europeia.